# 梅赫·維亞
梅赫·維亞（1986年9月2日—）是印度女演員，她主要出現在寶萊塢電影和电影连续剧。她較受歡迎的電影有《小萝莉的猴神大叔》（2015）和《隱藏的大明星》（2017）等等。

## 外部連結
- 梅赫·維亞在互联网电影资料库（IMDb）上的資料（英文）